# Meitingen
Meitingen là một phố thị thuộc huyện Augsburg, bang Bayern, Đức. Nơi đây nằm ở tả ngạn sông Lech, cách Donauwörth 20 km (12 mi) về phía nam và cách Augsburg 21 km (13 mi) về phía bắc.